# Ischnorhynchinae
Ischnorhynchinae – podrodzina pluskwiaków z podrzędu różnoskrzydłych i rodziny zwińcowatych. Obejmuje około 70 opisanych gatunków. Rozprzestrzeniona jest kosmopolitycznie.

## Morfologia
Pluskwiaki te osiągają małe rozmiary, a kształt ich ciała często jest jajowaty. Ubarwienie mają niepozorne, zwykle brązowawe lub rudobrązowe, często z przezroczystą zakrywką i prześwitującą przykrywką. U niektórych gatunków powierzchnia ciała jest błyszcząca, jednak częściej są matowe. Głowa jest wysunięta ku przodowi, pozbawiona trichobotrii, zaopatrzona w dobrze rozwinięte bukule, czteroczłonową kłujkę i, położone poniżej środka oczu złożonych, czteroczłonowe czułki. Na tarczce znajduje się wyniosłość w kształcie litery „Y”. Półpokrywy mają punktowane międzykrywki i nachodzące na siebie zakrywki. Odnóża mają stopy zbudowane z trzech członów. Odwłok ma wszystkie przetchlinki położone na grzbietowej stronie segmentów. Szew między czwartym i piątym sternitem jest całkowity i dochodzi do brzegów odwłoka. Czwarty i piąty segment odwłoka mają po 2 lub 3 trichobotria. 
U larw ujścia grzbietowych gruczołów zapachowych odwłoka znajdują się między tergitami czwartym i piątym oraz piątym i szóstym. Wyjątkiem jest rodzaj dziobik, który ma ujścia tychże gruczołów między trzecim i czwartym tergitem. 

## Ekologia i występowanie
Owady te są fitofagami wysysającymi nasiona roślin. Często związane są pokarmowo z przedstawicielami wrzosowatych, trędownikowatych.
Podrodzina rozprzestrzeniona jest kosmopolitycznie. Najliczniej reprezentowana jest w krainach: etiopskiej, palearktycznej i orientalnej. W Australii występuje 6 gatunków z 5 rodzajów. W Polsce stwierdzono tylko 1 gatunek, dziobika brzozowca (zobacz też: zwińcowate Polski).

## Taksonomia
Takson ten wprowadzony został w 1862 roku przez Carla Ståla. Obejmuje około 80  opisanych gatunków, sklasyfikowanych w rodzajach:
- Acanthocrompus Scudder, 1958
- Caprhiobia Scudder, 1962
- Cerocrompus Scudder, 1958
- Congolorgus Scudder, 1962
- Crompus Stal, 1874
- Kleidocerys Stephens, 1829 – dziobik
- Koscocrompus Scudder, 1958
- Kualisompus Scudder, 1962
- Madrorgus Scudder, 1962
- Neocrompus China, 1930
- Neokleidocerys Scudder, 1962
- Oreolorgus Scudder, 1962
- Polychisme Kirkaldy, 1904
- Pylorgus Stal, 1874
- Rhiophila Bergroth, 1918
- Syzygitis Bergroth, 1921